# Organické sloučeniny olova
Organické sloučeniny olova jsou organokovové sloučeniny obsahující vazby mezi atomy uhlíku a olova. První takovouto sloučeninou, která byla připravena, se stalo v roce 1858 hexaethyldiolovo (Pb2(C2H5)6). Vzhledem k tomu, že se nachází stejné skupině priodické tabulky, tak bývá olovo v těchto sloučeninách čtyřvazné.
Ve 14. skupině se s rostoucím protonovým číslem prvku ve vazbě C–X (X = C, Si, Ge, Sn, Pb) snižuje disociační entalpie vazby a zvětšuje se její délka. Vzdálenost C–Pb v tetramethylolovu je 222 pm a disociační energie činí 204 kJ/mol; u vazby C–Sn bond v tetramethylcínu je její délka 214 pm a disociační energie 297 kJ/mol. V organických sloučeninách výrazně převažuje olovo v oxidačním čísle IV oproti anorganickým sloučeninám, kde je běžnější PbII. Tento rozdíl je způsoben tím, že v anorganických sloučeninách je olovo vázáno na jiné prvky, například dusík, kyslík nebo halogenidy, jež mají mnohem vyšší elektronegativitu než olovo, na kterém se vytváří částečný kladný náboj, dochází k silnějšímu zúžení orbitalu 6s než u 6p a orbital 6s se stává netečným;.
Nejvýznamnější organickou sloučeninou olova je tetraethylolovo, v minulosti používané jako protidetonační přísada do benzinů.
K zavádění vazeb C-Pb do sloučenin se nejčastěji používají octan olovičitý a chlorid olovičitý. Využití organických sloučenin olova je omezené, částečně kvůli jejich toxicitě.

## Příprava
Organické sloučeniny olova lze připravit reakcemi Grignardových činidel s chloridem olovičitým, například z methylmagnesiumchloridu se vytváří tetramethylolovo, což je bezbarvá kapalina vroucí při 110 °C. Reakcemi olovnatých sloučenin s cyklopentadienidem sodným vzniká metalocen nazývaný plumbocen.
Některé areny reagují přímo s octanem olovičitým, přičemž se elektrofilní aromatickou substitucí vytvářejí arylolovičité sloučeniny; z anisolu takto vzniká p-methoxyfenyloctan olovičitý:
CH3OC6H5 + Pb(OAc)4 → CH3OC6H4Pb(OAc)3 + HOAc
Reakce probíhá rychleji, pokud je přítomna kyselina dichloroctová, která vytváří jako meziprodukt svou olovičitou sůl.
Další skupinou organoolovičitých sloučenin jsou halogenidy druhu RnPbX(4-n), sulfináty (RnPb(OSOR)(4−n)) a hydroxidy (RnPb(OH)(4−n)). K obvyklým reakcím patří:
R4Pb + HCl → R3PbCl + RH
R4Pb + SO2 → R3PbO(SO)R
2 R3PbCl + Ag2O (aq) → 2 R3PbOH + 2 AgCl
R2PbCl2 + 2 OH− → R2Pb(OH)2 + 2 Cl−
Sloučeniny typu R2Pb(OH)2 jsou amfoterní. Při pH pod 8 vytváří ionty R2Pb2+ a pokud je pH nad 10, vznikají z nich ionty R2Pb(OH)3−.
Od hydroxidů jsou odvozeny plumboxany,
4 R3PbOH + 2 Na → 2 (R3Pb)2O +2 NaOH + H2
ze kterých je možné získat polymerní alkoxidy:
(R3Pb)2O + R'OH → 1/n (R3PbOR')n - n H2O

## Reakce
Vazba C–Pb je slabá a její homolýza je tak snadná. Organooloovičité sloučeniny mohou sloužit jako radikálové iniciátory. Obvyklými reakcemi arylových a vinylových sloučenin olova jsou transmetalační reakce, například s boronovými kyselinami a kysele katalyzovaná štěpení heterocyklů. Využití rovněž nalézají při párováních arenů. Obecně bývají reaktivnější než organocínové sloučeniny a tak se používají na přípravu stericky zatížených bifenylů.
Oxyplumbace jsou reakce organoolovičitých alkoxidů s polárními alkeny:
H2C=CH-CN + (Et3PbOMe)n → MeO-CH2-HC(PbEt3)-CN → MeO-CH2-CH2-CN
Alkoxid se obnoví v následující methanolýze a slouží tak jako katalyzátor.

### Arylolovičité octany
Olovo v p-methoxyfenyloctanu olovičitém lze nahradit uhlíkatými nukleofily, jako jsou fenol a mesitol, jež se navazují pouze do polohy ortho:
K této reakci je potřeba koordinující amin, jako například pyridin, ve velkém přebytku, jenž se váže na olovo. Reakce neprobíhá radikálově. Mechanismus obsahuje nukleofilní substituci acetátové skupiny fenolovou za tvorby diorganoolovičitého meziproduktu, který u některých podobných reakcí lze izolovat. Druhý krok se podobá Claisenovu přesmyku s tím rozdílem, že reakce je závislá na elektrofilitě fenolu (z tohoto důvodu převládá ortho-substituce).
Nukleofilem zde může být i karboanion odvozený od β-dikarbonylové sloučeniny:
Karboanion se vytváří odštěpením kyselého α-protonu pyridinem jako při Knoevenagelově kondenzaci. Tento meziprodukt se poté zbaví acetátového ligandu za vzniku diorganoolovičité sloučeniny (kterou je možné izolovat pomocí vhodných reaktantů jako nestabilní meziprodukt). Druhý krok spočívá v redukční eliminaci, přičemž vznikne nová vazba C–C a octan olovnatý.

## Reaktivní meziprodukty
Organické sloučeniny olova vytvářejí mnoho různých reaktivních meziproduků, jako jsou olovnaté radikály:
Me3PbCl + Na (77 K) → Me3Pb.
a plumbyleny, což jsou olovnaté analogy karbenů:
Me3Pb-Pb-Me3 → [Me2Pb]
[Me2Pb] + (Me3Pb)2 → Me3Pb-Pb(Me)2-PbMe3
Me3Pb-Pb(Me)2-PbMe3 → Pb + 2 Me4Pb
Tyto meziprodukty se poté disproporcionují.
Plumbylidiny, sloučeniny typu RPb (obsahující olovo v oxidačním čísle I) jsou ligandy ve sloučeninách s dalšími kovy, LnMPbR, podobně jako u uhlíku komplexy kovů s karbyny.